# Avenella
Genre
Synonymes
- Lerchenfeldia Schur, 1866[1]

Avenella est un genre de plantes à fleurs de la famille des Poaceae.

## Liste des espèces
Selon Tropicos (21 avril 2021) (liste brute contenant des synonymes :
- Avenella corsica (Tausch) Landolt	Fl. Indicativa 268, 2010
- Avenella cuprina Schur Sert. Fl. Transsilv. 4: 85, 1853
- Avenella flexuosa (L.) Drejer	Fl. Excurs. Hafn. 32, 1838
- Avenella flexuosa (L.) Parl. Fl. Ital. 1: 246, 1848
- Avenella mairei Albers
- Avenella montana (L.) Tzvelev	Zlaki Rossii / Grasses of Russia 196, 2019
- Avenella rubra Jord. ex Nyman	Consp. Fl. Eur. 808, 1882
- Avenella stricta Albers
- Avenella stricta (Hack.) P. Silva	Agron. Lusit. 40(1): 5, 1980
- Avenella uliginosa (Weihe & Boenn.) Parl.	Fl. Ital. 1: 246, 1848

Selon la World Checklist of Vascular Plants :
- Avenella corsica (Tausch) Landolt, synonyme de Avenella flexuosa subsp. corsica (Tausch) Holub
- Avenella cuprina Schur, synonyme de Avenella flexuosa subsp. corsica (Tausch) Holub
- Avenella flexuosa (L.) Drejer, nom correct
- Avenella foliosa (Hack.) Rivas Mart., Lousã, Fern.Prieto, E.Días, J.C.Costa, synonyme de Avenella flexuosa subsp. foliosa (Hack.) Veldkamp
- Avenella stricta (Hack.) P.Silva, synonyme de Avenella flexuosa subsp. stricta (Willk. & Lange) Veldkamp
- Avenella uliginosa (Weihe & Boenn.) Parl., synonyme de Deschampsia setacea (Huds.) Hack.